# Rita Naa Odoley Sowah
 (juillet 2023).
Rita Naa Odoley Sowah (née le 2 juillet 1968) est une femme politique ghanéenne. Elle est membre du National Democratic Congress (NDC) et  députée de la circonscription de La Dade Kotopon,,,,. Elle est originaire de Labadi, dans la région du Grand Accra, et a occupé le poste de directrice générale municipale (MCE) de l'Assemblée municipale de La Dade Kotopon (LADMA) de 2013 à 2017.

## Biographie

### Enfance
Rita Naa Odoley Sowah est née le 2 juillet 1968. Elle est une Ga et une native La également connue sous le nom de Labadi dans la région du Grand Accra au Ghana.

## Carrière

### Début de carrière
Sowah a occupé plusieurs postes avant d'entrer en politique. Elle a travaillé en tant que secrétaire au secrétariat du prémélange sous la Commission des pêches du Ghana. Elle a également travaillé comme agent de saisie des données au Département des loteries nationales, qui est aujourd'hui l'Autorité nationale des loteries au Ghana. De plus, elle a occupé le poste de secrétaire au bureau du député de La Dade Kotopon.

### Directeur général municipal
Elle a été la première directrice générale municipale (MCE) de l'Assemblée municipale de La Dade kotopon (LADMA) de 2013 à 2017,. Elle a également été trésorière de l'Association nationale des autorités locales du Ghana (NALAG),.

## Politique

### Candidature parlementaire
Elle a participé aux primaires du NDC afin d'être sélectionnée comme candidate pour les élections de 2020, et elle a remporté ces primaires,,,. Lors des élections législatives de 2020, elle a réalisé une percée historique en devenant la première femme à remporter le siège parlementaire de La Dade-Kotopon. Elle a gagné en obtenant 47 606 voix représentant 53,67 % tandis que son plus proche Joseph Gerald Tetteh Nyanyofio du Nouveau Parti patriotique (NPP) a recueilli 41 101 voix représentant 46,33 %,. Elle fait partie des 40 femmes qui ont été élues pour représenter leurs circonscriptions respectives au 8e Parlement à partir du 7 janvier 2021.

### Député
Sowah a prêtée serment en tant que député représentant la circonscription de La Dade Kotopon au 8e Parlement de la 4e République du Ghana le 7 janvier 2021. Elle est membre du Comité de la jeunesse, des sports et de la culture et du Comité du genre et des enfants du Parlement.

## Vie privée
Sowah est chrétienne.